# آنتون هیرسیمان ورلاگ
آنتون هیرسیمان ورلاگ (به آلمانی: Anton Hiersemann Verlag) یک ناشر کتاب‌های علمی مستقر در اشتوتگارت در آلمان است. در سال ۲۰۱۹ این ناشر جایزه نشر آلمانی را دریافت کرد.

## تاریخچه
از سال ۱۸۸۴ کارل ویلهلم هیرسمان کتابفروشی عتیقه و مجموعه صادراتی را در لایپزیگ تأسیس کرد و در سال ۱۸۹۲ به یک انتشارات علمی تبدیل شد. اولین اثر منتشر شده این عنوان بود: L. Bickel, Book Covers from the 15th to the 18th Century. در دهه‌های بعد تاریخ کتاب و کتاب‌شناسی، تاریخ هنر و هنرهای کاربردی، مطالعات ادبی، امریکنا و اورینتالیا حوزه‌های نشر ترجیحی بودند. ارتباط نزدیک با کتابخانه‌های بزرگ در آلمان منجر به انتشاراتی مانند ارتباطات کتابخانه‌های دولتی پروس، فهرست کامل چاپ‌های اتفاقی، تزئینات تزئینی چاپ‌های اولیه آلبرت شرام، فهرست توصیفی نسخه‌های خطی تذهیب‌شده در اتریش و غیره شد. ویژگی انتشارات در دهه ۱۹۲۰ تکمیل احتمالی مجموعه‌های بزرگی بود که برخی از آنها چاپ نشده بودند (به دلیل فرایند تجدید چاپ جدید) که حقوق آنها به دست آمده بود، مانند کتابخانه انجمن ادبی.